# Птахмос I
Птахмос I (*XV ст. до н. е.) — давньоєгипетський державний діяч XVIII династії, верховний жрець Птаха у Мемфісі за володарювання фараонів Хатшепсут та Тутмоса III.

## Життєпис
Походив зі знатного роду Мемфісу. Розпочав кар'єру за Тутмоса II. Першою відомою посаду був жрець-сем, що відповідав за відкриття рота Птаха під час церемоній. За фараона Хатшепсут стає верховним жерцем Птаха. Згодом отримує аристократичний титул іри-пата, що дорівнювалося до принца крові. Згодом стає вісником фараона (відповідальним за розповсюдження наказів та рішень фараона в підвладних землях).
З часом стає «найбільшим начальником над ремісниками». Ймовірно цю посаду було віднято у верховного жерця Амона вже за самостійного правління Тутмоса III, оскільки фараон був занепокоєний посиленням фіванського жрецтва. Птахмос I очолив мемфіське жрецтво за вплив у державі.
Серед державних посад він стає намісником Мемфісу та скарбником фараону в обох домах (Верхньому та Нижньому Єгипті). Крім того, обіймав посаду Начальника в Шести будинках (головою усіх судів Єгипту). Потім призначається носієм печатки та чаті Нижньої Єгипту. Наприкінці життя стає чаті усього Єгипту. Помер ще за життя Тутмоса III.
Поховано в гробниці у некрополі Саккара.